# Ерик Кар
Ерик Кар (на английски: Eric Carr) е американски барабанист, останал в историята като барабанист на рок групата KISS.

## Биография
Роден е на 12 юли 1950 г. в Бруклин, Ню Йорк, с името Пол Чарлс Каравело. Присъединява се към Kiss през 1980 г. след напускането на Питър Крис, и остава в групата до заболяването си от рак през 1991 г., което слага край на живота му на 24 ноември същата година.
Повлиян от барабанисти като Джон Бонъм от Лед Цепелин, и Ринго Стар от Бийтълс. От Джинджър Бейкър произтича интересът му към барабаните с две каси, които впоследствие използва.
След като завършва училище през 1968 г., Пол Каравело започва да свири в различни кавър групи, с които изнася представления в Ню Йорк и Лонг Айлънд. Това продължава повече от десетилетие, без да постигне истински успех. Когато напуска поредната си група през пролетта на 1980 г., по собствено признание, за пръв път се замисля сериозно да изостави музиката. Точно тогава, той научава, че Кiss търсят барабанист. Включва се в прослушванията, и бива приет.
Псевдонимът Ерик Кар приема, след като става член на Kiss, за да бъде в съзвучие с името на своя предшественик Питър Крис. Тогава той променя и външния си вид, обръсвайки мустаците си, и започвайки да носи на сцената грим като останалите от групата. Ерик Кар става „лисицата“ в Kiss (начинът, по който се гримира подчертава този образ). Така е до септември 1983 г., когато четиримата от групата свалят грима си.
На концертите на Kiss изпълнява водещите вокали на песните „Black Diamond“ и „Young And Wasted“. Участва също в написването на песни като „Under The Rose“ от албума Music from "The Elder" (1981) и „All Hell's Breakin' Loose“ от „Lick It Up“ (1983). Албумът-компилация „Smashes, Thrashes & Hits“ (1988) включва презапис на стария хит на състава „Beth“, изпят от Кар.
Последният му концерт заедно с Kiss е на 9 ноември 1990 г. в Медисън Скуеър Гардън в Ню Йорк. По време на турнето в подкрепа на „Hot In The Shade“ (1989), започват проблемите със здравето му. За последен път се появява с Kiss за видеоклипа на „God Gave Rock 'n' Roll to You II“, въпреки че записа на песента е осъществен с участието на неговия бъдещ заместник в групата Ерик Сингър. Умира на 24 ноември 1991 г. в Ню Йорк - в един и същи ден с Фреди Меркюри от Куийн.
Ерик Кар оставя ярка следа като рок музикант. По думите на Джийн Симънс от Kiss, той е по-добър барабанист от Питър Крис.
В албума си „Revenge“ от 1992 г., Kiss включват запис, озаглавен „Carr Jam 1981“, в памет на своя колега.

## Дискография

### Кис
- „Music from "The Elder"“ (1981)
- „Creatures of the Night“ (1982)
- „Lick It Up“ (1983)
- „Animalize“ (1984)
- „Asylum“ (1985)
- „Crazy Nights“ (1987)
- „Hot in the Shade“ (1989)
- „Revenge“ (1992) – беквокали в „God Gave Rock 'N' Roll to You II“, барабани в „Carr Jam 1981“

### Соло
- „Rockology“ (1999)
- „Unfinished Business“ (2011)